# Sled v okeane
Sled v okeane (След в океане) è un film del 1964 diretto da Oleg Pavlovič Nikolaevskij.